# Цзянші

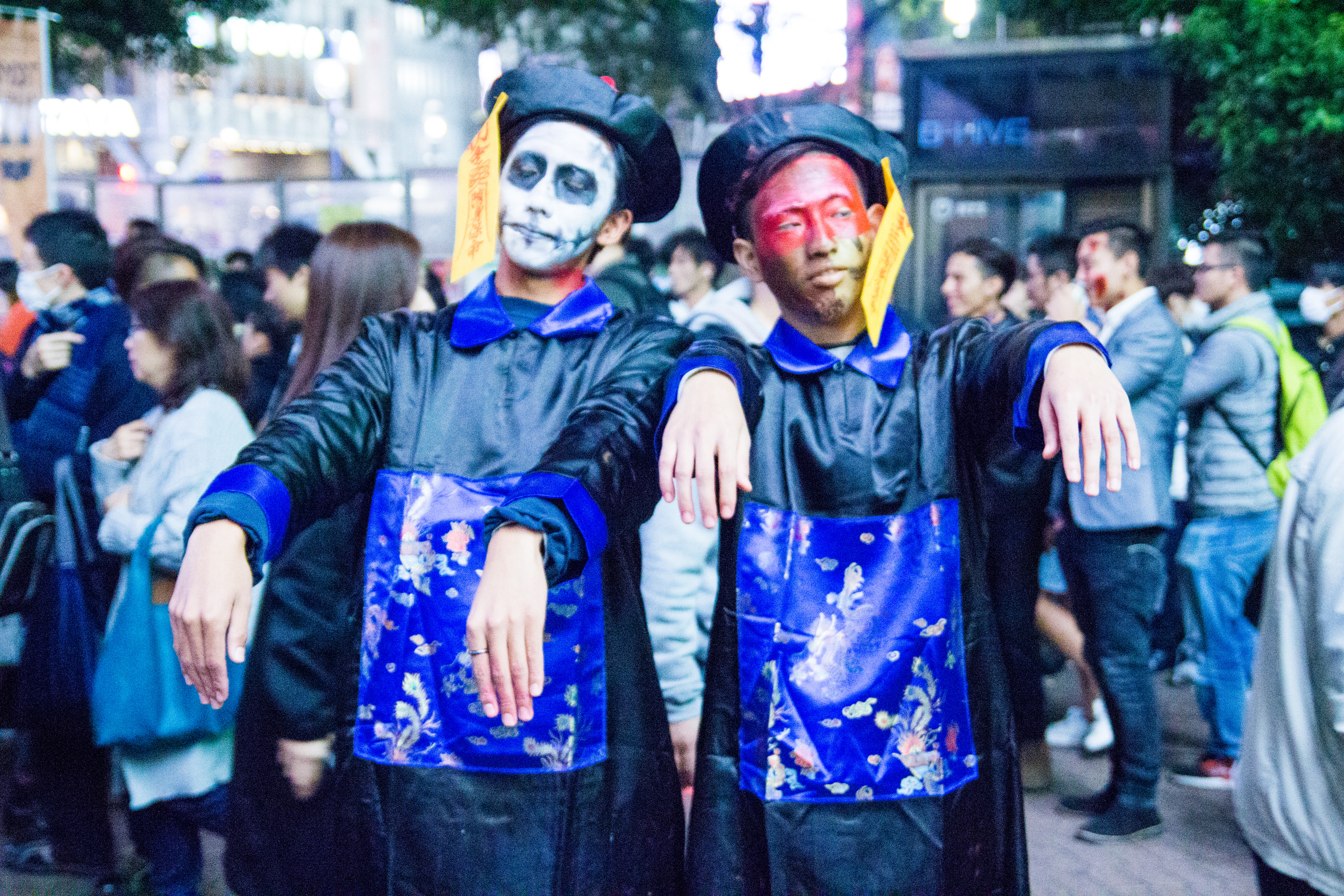

Цзянші (Спрощені ієрогліфи: 僵尸; Традиційні китайські ієрогліфи: 殭屍; Піньїнь: jiāngshī; Ютпхін: goeng1 si1), Також відомий як китайський стрибаючий вампір,  — це тип немертві або оживленого трупа в китайських легендах і фольклорі. Через вплив гонконгського кінематографа, у сучасній популярній культурі його зазвичай зображують як закам'янілий труп, одягнений в офіційний одяг часів Династія Цін. Хоча вимова слова «цзянші» різниться в різних країнах Східної Азії, усі вони позначають китайську версію слова «вампір».